# Ali Hamenei
Ali Hamenei (perz. علی خامنه‌ای ; azer. Əli Xameneyi; punim imenom: sajed Ali Huseini Hamenei) je iranski političar i ajatolah azerskog podrijetla, trenutačni vrhovni vođa Islamske Republike Iran.

## Životopisi
Ali Hamenei je rođen  19. travnja 1939. u sjeveroistočnom iranskom gradu Mašhadu, u obitelji oca Azera i majke Perzijanke iz Jazda. Školovan je za prevoditelja i služi se perzijskim, azerskim, arapskim i engleskim jezikom. Oženjen je i ima šestero djece. Bio je jedan od najznačajnijih ljudi u iranskoj revoluciji 1979. godine, a od 1981. do 1989. godine obnašao je dužnost iranskog predsjednika i aktivno je sudjelovao u iransko-iračkom ratu. Dana 4. lipnja 1989. postao je vrhovnim vođom Irana, nasljedivši na tom položaju Imama Homeinija.

## Poveznice
- Iranska revolucija
- Imam Homeini

## Vanjske poveznice
- (perz.)(engl.) Elektronički ured iranskog Vrhovnog vođe
- (engl.)Službene stranice Alija Hameneija

Ostali projekti
|  | Zajednički poslužitelj ima stranicu o temi Ali Hamenei    |
|  | Zajednički poslužitelj ima još gradiva o temi Ali Hamenei |